# Playing with Fire
Playing with Fire – singiel rumuńskiej piosenkarki Pauli Seling i norwesko-rumuńskiego piosenkarza i producenta Ovidiu „Oviego” Cernăuțeanu napisany przez samego artystę w 2010 roku.
W 2010 roku utwór reprezentował Rumunię podczas 55. Konkursu Piosenki Eurowizji organizowanego w Oslo dzięki wygranej w marcu finału krajowych eliminacji Selecția Națională 2010, w którym zdobył maksymalną liczbę 24 punktów od jurorów i telewidzów (23 412 głosów).
27 maja Seling i Ovi zaśpiewali utwór w drugim półfinale Konkursu Piosenki Eurowizji i z czwartego miejsca awansowali do sobotniego finału, w którym ostatecznie zajęli trzecie miejsce ze 162 punktami na koncie, w tym m.in. z maksymalną notą 12 punktów od Mołdawii.

## Lista utworów
CD single
1. „Playing With Fire” – 3:00
2. „Playing With Fire” [Official Remix] – 4:51
3. „Playing With Fire” [Karaoke/Instrumental Version] – 3:00
4. „Playing With Fire” (Video) – 3:05

## Notowania na listach przebojów
| Kraj       | Lista (2010)   | Najwyższe miejsce |
| ---------- | -------------- | ----------------- |
| Norwegia   | Singles Top 20 | 12                |
| Szwecja    | Singles Top 60 | 29                |
| Szwajcaria | Singles Top 75 | 51                |